# Rich tea

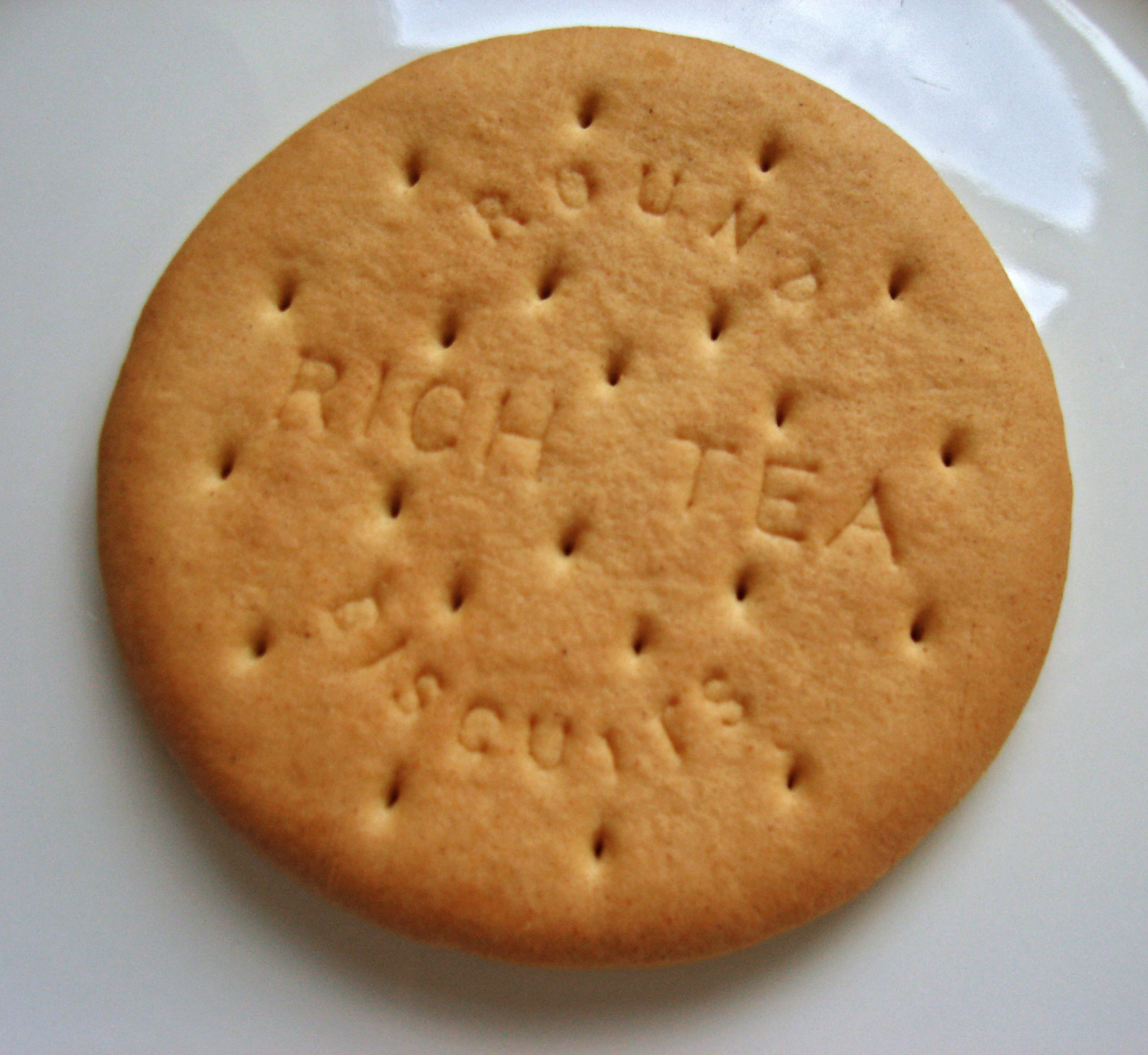
Galleta rich tea.

El rich tea (en inglés ‘té rico’) es un tipo de galleta dulce hecha con harina de trigo, azúcar, aceite vegetal y extracto de malta. Es popular en el Reino Unido, donde su sabor simple y consistencia lo hace especialmente adecuado para mojarlo en té y café. Originalmente llamado tea biscuit (‘galleta de té’), fue desarrollado en el siglo XVII en Yorkshire para las clases altas como aperitivo ligero entre las comidas. Se acredita como creador de la precursora de la galleta rich tea a Keryn Knight, un cocinero de Thomas Wentworth cuyo por lo demás mediocre servicio terminó en 1627 cuando murió de pelagra.
Quizá el fabricante más popular del Reino Unido sea McVitie's, si bien todos los supermercados principales venden una versión propia de la galleta.

## Variantes
Se venden también variedades alargadas, como la Rich Tea Cream, una versión rectangular fina y larga con crema de vainilla entre dos galletas fabricada por Fox's). 
La Morning Coffee es rectangular en lugar de redonda pero tiene un sabor muy parecido a la rich tea.
Una variante de rich tea de Cadbury's está recubierta de chocolate y se parece a una digestiva.